# کروک (داکوتای جنوبی)
کروک(به انگلیسی: Crooks) شهری در ایالت داکوتای جنوبی کشور ایالات متحده آمریکا است که جمعیت آن در سرشماری سال ۲۰۱۰ میلادی، ۱٬۲۶۹ نفر بوده‌است.